# Degradación de Gallagher-Hollander
La Degradación de Gallagher-Hollander (1946) es un método de síntesis orgánica en donde el ácido pirúvico se remueve de un ácido carboxílico alifático lineal produciendo un ácido nuevo con dos átomos de carbono menos. La publicación original se refiere a la conversión de ácidos biliares en una serie de reacciones: 
1) La formación del cloruro de ácido (2) con cloruro de tionilo.
2) La formación de la diazocetona (3) con diazometano.
3) La formación de la clorometilcetona (4) con ácido clorhídrico.
4) La reducción con cloro a la metilcetona (5)
5) La halogenación de la cetona a (6)
6) La reacción de eliminación con piridina a la enona 7
7) La oxidación con trióxido de cromo para dar el ácido bisnorcolánico.